# Junkersrott
Junkersrott è una frazione (Ortsteil) del comune di Hagermarsch, nel land della Bassa Sassonia, in Germania.

## Storia
Già comune autonomo nel circondario di Norden, fu soppresso e incorporato ad Hagermarsch il 1º luglio 1972.